# Jurij Arabow
Jurij Nikołajewicz Arabow, ros. Юрий Николаевич Арабов (ur. 25 października 1954 w Moskwie, zm. 27 grudnia 2023) – rosyjski pisarz i scenarzysta filmowy. 

## Życiorys
Stały współpracownik reżysera Aleksandra Sokurowa, z którym poznał się na studiach w moskiewskim WGIKu. Wspólnie zadebiutowali filmem Samotny głos człowieka (1978), który do 1987 przeleżał na półce, gdyż został uznany przez władze za "propagandę rosyjskiego idealizmu".
Arabow napisał scenariusze do kilkunastu filmów Sokurowa, z których największe uznanie zyskała tzw. "tetralogia władzy": Moloch (1999), Cielec (2001), Słońce (2005) i Faust (2011), nagrodzony Złotym Lwem na 68. MFF w Wenecji. Moloch przyniósł Arabowowi nagrodę za najlepszy scenariusz na 52. MFF w Cannes.
Poza Sokurowem Arabow jest również autorem scenariuszy do filmów takich twórców jak m.in. Kiriłł Sieriebriennikow (Dzień w Juriewie, 2008) czy Andriej Chrżanowski (Półtora pokoju, 2009).
Zasiadał w jury konkursu głównego na 65. MFF w Wenecji (2008).